# Bévéziers (U-Boot, 1937)
Die Bévéziers (Kennung: Q 179) war ein U-Boot der französischen Marine im Zweiten Weltkrieg.

## Konstruktive Merkmale
Das U-Boot gehörte der Agosta-Klasse an, die die dritte und letzte Baugruppe des 1922 entwickelten 1500-Tonnen-Typs war. Die Boote galten als schnell und zeichneten sich durch eine gute Manövrierbarkeit sowohl in Überwasserlage als auch in getauchtem Zustand aus. Allerdings wurde die Tauchgeschwindigkeit als zu langsam angesehen. Die Boote hatten eine hohe Überwasserreichweite und boten für damalige Verhältnisse gute Lebensbedingungen für die Besatzung. Die Bewaffnung mit insgesamt elf Torpedorohren war sehr stark. Ein Manko stellte die externe Anordnung von sieben Rohren dar, da sie nicht auf hoher See nachgeladen werden konnten. Der Brennstoffvorrat lag bei 95 Tonnen, was dem U-Boot, bei einer sparsameren Marschfahrt von 10 kn, eine Reichweite von etwa 10.000 Seemeilen ermöglichte.

## Geschichte
Im September 1940 unternahmen britische und freifranzösische Truppen mit der Operation Menace einen missglückten Landungsversuch in Dakar in der unter vichyfranzösischer Kontrolle stehenden Kolonie Französisch-Westafrika. Während des Landungsversuches griff die Bévéziers (Lieutenant de Vaisseau Pierre Jean Lancelot) das britische Schlachtschiff Resolution mit einem Fächer aus vier Torpedos an und erzielte einen Torpedotreffer, welcher beträchtliche Schäden verursachte. Die Schäden war so umfangreich, dass sie erst im April 1942 endgültig behoben waren. Die Torpedierung der Resolution wird als einer der Hauptgründe angesehen, weswegen die verbündeten britisch-freifranzösischen Streitkräfte den Angriff auf Dakar schließlich abbrachen.
Im Frühjahr 1942 besetzten die Briten im Rahmen der Operation Ironclad die im Pazifikkrieg strategisch wichtige Insel Madagaskar, weil sie eine japanische Invasion befürchteten. Bei Beginn der britischen Invasion wurde die Bévéziers am 5. Mai 1942 im Hafen von Diego Suarez auf der Position 12° 16′ 30″ S, 49° 17′ 5″ O von Trägerflugzeugen der britischen Flugzeugträger Indomitable und Illustrious ohne Vorwarnung angegriffen und versenkt. Beim Untergang des Bootes kamen acht Besatzungsangehörige ums Leben.
Das Wrack wurde von der Royal Navy im April 1943 gehoben, aber nicht mehr repariert oder gar eingesetzt.
Die Bévéziers wurde am 26. Dezember 1946 endgültig aus dem französischen Flottenregister gestrichen.